# 리 인종
리 인종(베트남어: Lý Nhân Tông / 李仁宗, 1066년 2월 22일(음력 1월 25일) ~ 1128년 1월 15일(음력 1127년 12월 12일))은 대월 리 왕조의 제4대 황제(재위: 1072년 ~ 1127년)이다. 성명은 리깐득(베트남어: Lý Càn Đức / 李乾德 이건덕)이다. 절일은 수천절(壽天節)이다.

## 생애
롱쯔엉티엔뜨 원년 1월 25일(1066년 2월 22일), 리 성종(李聖宗)과 영인황태후(靈仁皇太后) 레 티(黎氏)의 장자로 태어났다. 태어난지 며칠 후에 마자 황태자(皇太子)로 책봉되었다.
턴부 4년 1월 10일(1072년 2월 1일), 성종 리녓똔이 붕어하자 황제로 즉위하였다. 연호를 타이닌(太寧)으로 개원하였다. 어린 황제 대신 선황의 정실부인인 상양태후(上陽太后)가 섭정을 하게 되었다.
타이닌 2년(1073년) 1월, 상양태후의 섭정에 불만을 가진 인종은 상양태후를 폐위시키고 성종의 능묘에 순장시켰다. 그리고 생모였던 황태비(皇太妃)를 황태후(皇太后)로 격상시켯다. 8월, 송나라에서 교지군왕(交趾郡王)으로 책봉하였다.
티엔푸카인토 원년 12월 12일(1128년 1월 15일), 인종 리깐득이 붕어하니 향년 63세였다.

## 존호, 묘호, 시호
존호는 헌천체도성문신무숭인의의순성명효황제(베트남어: Hiếu Thiên Thể Đạo Thánh Văn Thần Vũ Sùng Nhân Ý Nghĩa Hiếu Từ Thuần Thành Minh Hiếu Hoàng Đế / 憲天體道聖文神武崇仁懿義純誠明孝皇帝)이다.
묘호는 인종(베트남어: Nhân Tông / 仁宗)이며, 시호는 효자성신문무황제(베트남어: Hiếu Từ Thánh Thần Văn Vũ Hoàng Đế / 孝慈聖神文武皇帝)이다.

## 가족관계

### 후비
- 성극황후(Thánh Cực Hoàng hậu/聖極皇后) (? ~ 1095년)
- 소성황후(Chiêu Thánh Hoàng hậu/昭聖皇后) (? ~ 1108년)
- 난영황후(Lan Anh Hoàng hậu/蘭英皇后)
- 흠천황후(Khâm Thiên Hoàng hậu/欽天皇后)
- 진보황후(Chấn Bảo Hoàng hậu/震寶皇后)

## 기년
| 인종        | 원년                | 2년        | 3년        | 4년                  | 5년                          | 6년                      | 7년        | 8년        | 9년                      | 10년                     |
| ----------- | ------------------- | ---------- | ---------- | -------------------- | ---------------------------- | ------------------------ | ---------- | ---------- | ------------------------ | ------------------------ |
| 서력 (西曆) | 1072년              | 1073년     | 1074년     | 1075년               | 1076년                       | 1077년                   | 1078년     | 1079년     | 1080년                   | 1081년                   |
| 간지 (干支) | 임자(壬子)          | 계축(癸丑) | 갑인(甲寅) | 을묘(乙卯)           | 병진(丙辰)                   | 정사(丁巳)               | 무오(戊午) | 기미(己未) | 경신(庚申)               | 신유(辛酉)               |
| 연호 (年號) | 태녕(太寧) 원년     | 2년        | 3년        | 4년                  | 5년 영무소승 (英武昭勝) 원년 | 2년                      | 3년        | 4년        | 5년                      | 6년                      |
| 인종        | 11년                | 12년       | 13년       | 14년                 | 15년                         | 16년                     | 17년       | 18년       | 19년                     | 20년                     |
| 서력 (西曆) | 1082년              | 1083년     | 1084년     | 1085년               | 1086년                       | 1087년                   | 1088년     | 1089년     | 1090년                   | 1091년                   |
| 간지 (干支) | 임술(壬戌)          | 계해(癸亥) | 갑자(甲子) | 을축(乙丑)           | 병인(丙寅)                   | 정묘(丁卯)               | 무진(戊辰) | 기사(己巳) | 경오(庚午)               | 신미(辛未)               |
| 연호 (年號) | 7년                 | 8년        | 9년        | 10년 광우(廣佑) 원년 | 2년                          | 3년                      | 4년        | 5년        | 6년                      | 7년                      |
| 인종        | 21년                | 22년       | 23년       | 24년                 | 25년                         | 26년                     | 27년       | 28년       | 29년                     | 30년                     |
| 서력 (西曆) | 1092년              | 1093년     | 1094년     | 1095년               | 1096년                       | 1097년                   | 1098년     | 1099년     | 1100년                   | 1101년                   |
| 간지 (干支) | 임신(壬申)          | 계유(癸酉) | 갑술(甲戌) | 을해(乙亥)           | 병자(丙子)                   | 정축(丁丑)               | 무인(戊寅) | 기묘(己卯) | 경진(庚辰)               | 신사(辛巳)               |
| 연호 (年號) | 8년 회풍(會豊) 원년 | 2년        | 3년        | 4년                  | 5년                          | 6년                      | 7년        | 8년        | 9년                      | 용부원화 (龍符元化) 원년 |
| 인종        | 31년                | 32년       | 33년       | 34년                 | 35년                         | 36년                     | 37년       | 38년       | 39년                     | 40년                     |
| 서력 (西曆) | 1102년              | 1103년     | 1104년     | 1105년               | 1106년                       | 1107년                   | 1108년     | 1109년     | 1110년                   | 1111년                   |
| 간지 (干支) | 임오(壬午)          | 계미(癸未) | 갑신(甲申) | 을유(乙酉)           | 병술(丙戌)                   | 정해(丁亥)               | 무자(戊子) | 기축(己丑) | 경인(庚寅)               | 신묘(辛卯)               |
| 연호 (年號) | 2년                 | 3년        | 4년        | 5년                  | 6년                          | 7년                      | 8년        | 9년        | 회상대경 (會祥大慶) 원년 | 2년                      |
| 인종        | 41년                | 42년       | 43년       | 44년                 | 45년                         | 46년                     | 47년       | 48년       | 49년                     | 50년                     |
| 서력 (西曆) | 1112년              | 1113년     | 1114년     | 1115년               | 1116년                       | 1117년                   | 1118년     | 1119년     | 1120년                   | 1121년                   |
| 간지 (干支) | 임진(壬辰)          | 계사(癸巳) | 갑오(甲午) | 을미(乙未)           | 병신(丙申)                   | 정유(丁酉)               | 무술(戊戌) | 기해(己亥) | 경자(庚子)               | 신축(辛丑)               |
| 연호 (年號) | 3년                 | 4년        | 5년        | 6년                  | 7년                          | 8년                      | 9년        | 10년       | 천부예무 (天符睿武) 원년 | 2년                      |
| 인종        | 51년                | 52년       | 53년       | 54년                 | 55년                         | 56년                     |            |            |                          |                          |
| 서력 (西曆) | 1122년              | 1123년     | 1124년     | 1125년               | 1126년                       | 1127년                   |            |            |                          |                          |
| 간지 (干支) | 임인(壬寅)          | 계묘(癸卯) | 갑진(甲辰) | 을사(乙巳)           | 병오(丙午)                   | 정미(丁未)               |            |            |                          |                          |
| 연호 (年號) | 3년                 | 4년        | 5년        | 6년                  | 7년                          | 천부경수 (天符慶壽) 원년 |            |            |                          |                          |